# Bonneweg-Süd

Bonneweg-Süd in Luxemburg-Stadt

Bonneweg-Süd (luxemburgisch Bouneweg-Süd; luxemburgisch Bonnevoie-sud) ist ein Stadtteil im Südosten von Luxemburg-Stadt. Ende 2018 lebten 12.734 Personen im Quartier. Die Fläche des Stadtteils beträgt 239 Hektar.

## Sport
Im Stadtteil war der Fußballverein FC Aris Bonneweg (1922–2001) beheimatet.